# Sfeer (gevoel)
Sfeer is een gevoel, stemming die mensen kunnen krijgen in bepaalde situatie, bij bepaalde handelingen, gelegenheden en bijvoorbeeld bij feest- en gedenkdagen. Een sfeer kan positief maar ook negatief zijn. Over het algemeen heerst rond de kerstdagen en Pasen een positieve sfeer al kan deze sfeer ook heel individueel anders ervaren worden. Zo kan voor mensen die alleen en eenzaam zijn, kerstmis juist staan voor een negatieve sfeer en verdriet. In een voetbalstadion kan bijvoorbeeld sprake zijn van een grimmige sfeer veroorzaakt door supporters die met elkaar op de vuist willen gaan.
Op het werk spreekt men van een werksfeer, waarbij het gaat over hoe mensen tijdens de werkzaamheden in een bedrijf, kantoor, instelling of organisatie met elkaar omgaan.
Met privésfeer bedoelt men de zaken die zich afspelen in de persoonlijke sfeer en waar privacy een rol speelt. Bijvoorbeeld in de politiek moet men zich niet bezighouden met zaken die zich afspelen in de privésfeer van politici, tenzij er sprake is van belangenverstrengeling, corruptie, fraude en dat soort zaken.